# Gerd Arntz

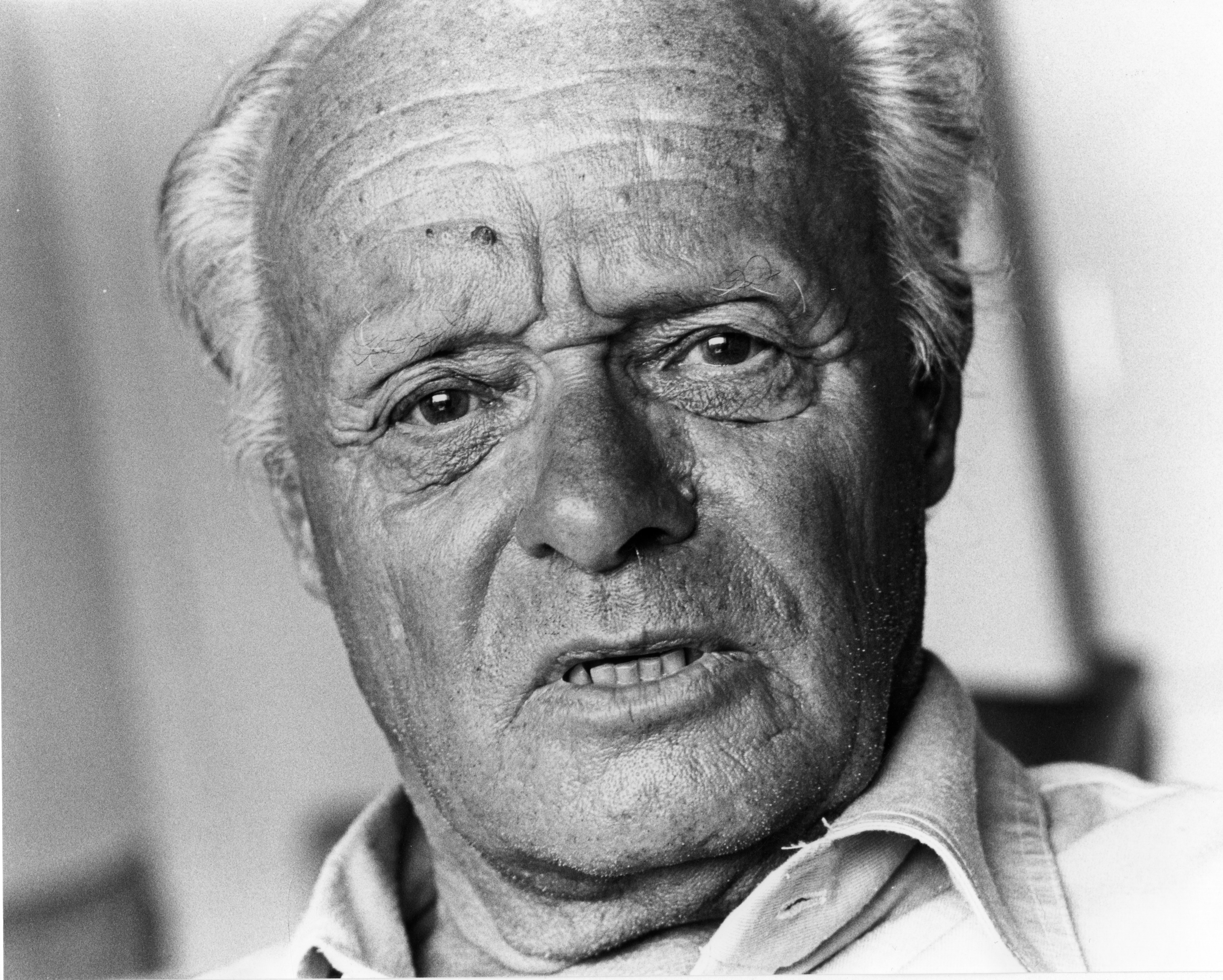
Gerd Arntz im Jahr 1982

Gerd Arntz (* 11. Dezember 1900 in Remscheid; † 4. Dezember 1988 in Den Haag) war ein gesellschaftskritischer Künstler und Grafiker; er gilt als Erfinder und Wegbereiter des modernen Piktogramms.

## Leben und Werk
Gerd Arntz – zweites Kind eines Eisenfabrikanten protestantischer Konfession – hatte kein Interesse, Unternehmer zu werden und die Nachfolge seines Vaters anzutreten. Für kurze Zeit hatte er zwar in der väterlichen Fabrik gearbeitet, um sich dann 1919 für eine Ausbildung zum Zeichenlehrer an der Düsseldorfer Kunstschule von Lothar von Kunowski zu entscheiden. Die Erfahrungen des Arbeiteralltags, der Streiks im Betrieb des Vaters und der Klassenunterschiede zwischen Arbeitgeber und Arbeitnehmer überzeugten Arntz für die Angelegenheiten der Arbeiter. Aus diesem Grund sollte er sich später in seiner Kunst für das Proletariat engagieren. Ein weiterer Beweggrund für seine gesellschaftskritischen Grafiken war seine Kriegsgegnerschaft im Ersten Weltkrieg.
1923 heirateten Gerd Arntz und Agnes Thubeauville († 1973). 1925 hatte Arntz eine große Kölner Einzelausstellung, im folgenden Jahr dort eine Gruppenausstellung der Progressiven, er nahm außerdem an der Moskauer Ausstellung revolutionärer Kunst des Westens teil. Von 1929 bis 1932 war er der graphische Leiter des Wiener Gesellschafts- und Wirtschaftsmuseums, wo er die grafische Umsetzung der von Otto Neurath erarbeiteten Bildstatistik mit seinem reduzierten Stil prägte. 1932/33 arbeitete er in Moskau und hatte dort Kontakt mit Tatlin und El Lissitzky. 1934 emigrierte Arntz in die Niederlande, wo er sich in Den Haag niederließ.
Den Nazis galt Arntz als „entarteter“ Künstler und 1937 wurden in der Aktion „Entartete Kunst“ aus den Kunstsammlungen der Stadt Düsseldorf sieben seiner Holzschnitte beschlagnahmt.
1940 wurde Arntz Leiter der Niederländischen Stiftung für Statistik. 1943 wurde er zur Wehrmacht eingezogen, er konnte sich aber bereits 1944 in Paris der Résistance anschließen. 1946 kehrte er zu seiner Stellung zurück. Von 1951 bis 1961 arbeitete er als Bildstatistiker für die UNESCO.

## Politische Kunst
Die ersten berühmten Grafiken entstanden in den 1920er Jahren, als Arntz – politisch links orientiert und dem Wunsch nach einer Verbesserung der Gesellschaftsstruktur folgend – künstlerisch und inhaltlich mit der „Gruppe progressiver Künstler“ (auch: „Kölner Progressive“ oder „Progressive“) um Heinrich Hoerle (1895–1936) und Franz Wilhelm Seiwert (1894–1933) zusammenarbeitete. Er hatte den Maler Jankel Adler im Düsseldorfer Aktivistenbund 1919 kennengelernt und durch ihn die Vorläufer der Kölner Progressiven, die Gruppe stupid, zu der neben Hoerle und Seiwert auch Angelika Hoerle, ihr Bruder Wilhelm Fick, Anton Räderscheidt und Marta Hegemann gehörten. Vielleicht war Arntz sogar derjenige unter den Progressiven, der später im Exil am konsequentesten die von Seiwert vorgegebene Linie fortführte: Gesellschaftliche Zusammenhänge sollten über das Bild aufgezeigt werden, besonders solche, die Krieg und Kapitalismus betreffen. Ziel war die von Grund auf neu errichtete klassenlose Gesellschaft in Deutschland. Mit Hilfe des figurativen Konstruktivismus als Stil sollte ihre Kunst direkt in die Gesellschaft hineinwirken.
Die kritische Darstellung gesellschaftlicher Zusammenhänge waren für Arntz Grundlage zur Ausarbeitung von universal verständlichen Symbolen. Die Aufklärung über gesellschaftliche, soziale und politische Umstände war schon in den 1920er Jahren die Intention seiner Werke. Sie entstand aus der engen künstlerischen Verbindung zu Seiwert – seit 1924 – und blieb auch in den 1930er Jahren Ziel in seinen Grafiken, insbesondere angesichts des sich in Europa ausweitenden Faschismus.
Arntz sagt es ganz deutlich: „Damals war in der Tat noch Hoffnung, dass man die Oberklasse wegfegen würde, und diese Hoffnung lag auf den Arbeitern“. Er habe ‚Lehrbilder‘ machen wollen, die die nächsten Aufgaben anzeigten, „Kasernenbesetzung, Fabrikbesetzung und solche Dinge.“ (Interview, 1980)

## Bildstatistik – Isotype – Piktogramme

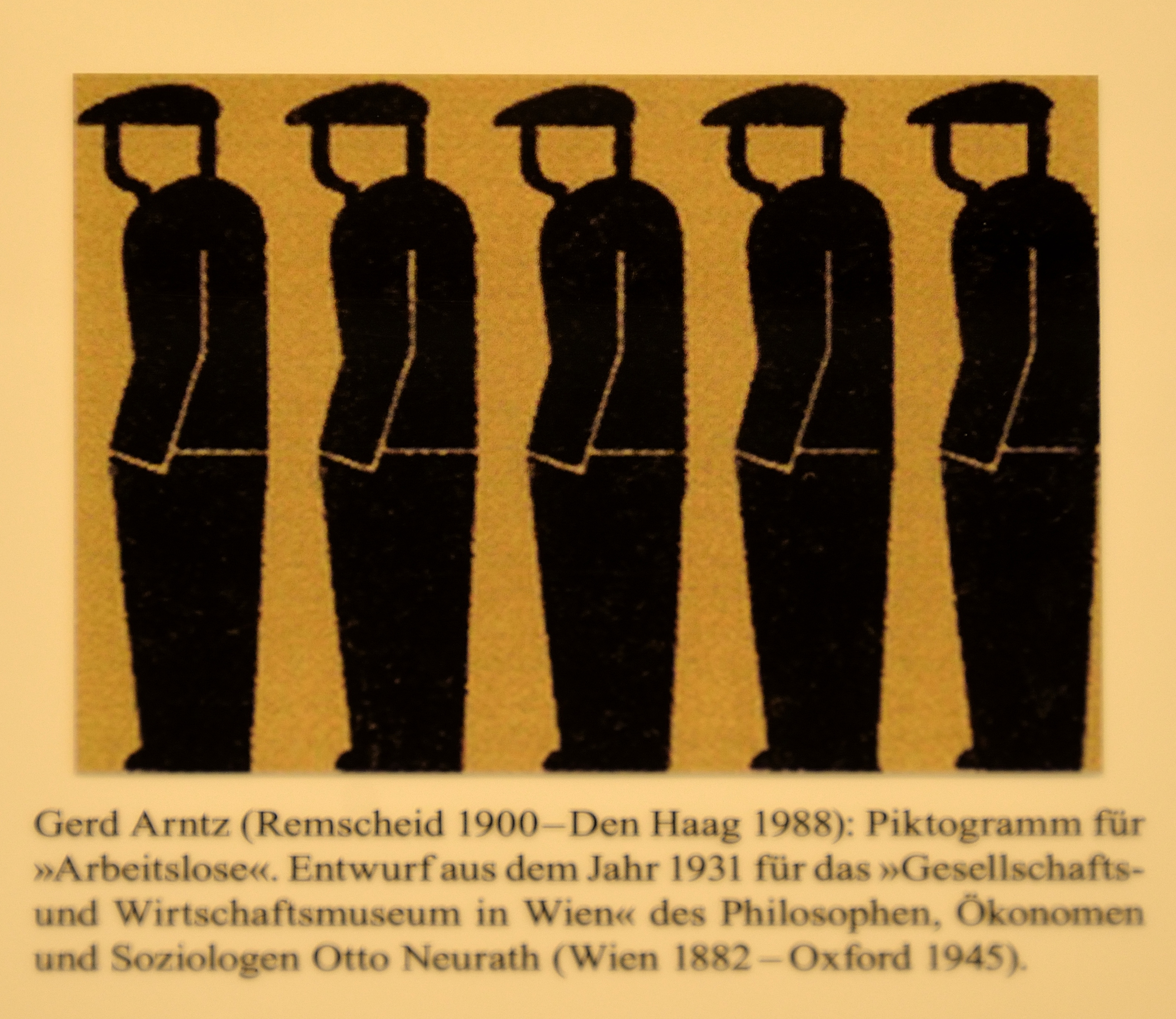
Arntz’ Entwurf zu einem Piktogramm für Arbeitslosigkeit (Museum Marienthal)

Arntz’ didaktisches Bestreben war eine der Präferenzen für seine Befähigung zur Entwicklung einer leicht verständlichen Bildersprache – Isotype, deren Entwicklung seinerzeit im sozialdemokratisch regierten Wien von dem Soziologen und Philosophen Otto Neurath angeregt wurde. Zwischen 1929 und 1934 lebte Arntz in Österreich, um dort als Leiter der grafischen Abteilung des Gesellschafts- und Wirtschaftsmuseums (GWM) unter der Direktion von Neurath die „Wiener Methode der Bildstatistik“ zu entwickeln. Hierfür erarbeitete Arntz Piktogramme – einzelne Bildsymbole, die durch eine möglichst einfache grafische Darstellung optimal verständlich waren.

## 1937 als „entartet“ aus den Kunstsammlungen der Stadt Düsseldorf beschlagnahmte Holzschnitte
- Schlepper (17,5 × 25 cm, 1924; vernichtet.)
- Schleppkahn (24,5 × 35 cm, 1924; nach 1945 sichergestellt und Stand Dezember 1920 zur Restitution im Kulturhistorischen Museum Rostock.)
- Fabrikzaun (24 × 35 cm, 1924; nach 1945 sichergestellt und Stand Dezember 1920 zur Restitution im Kulturhistorischen Museum Rostock.)
- Vorstadt (23 × 29 cm, 1925; nach 1945 sichergestellt und Stand Dezember 1920 zur Restitution im Kulturhistorischen Museum Rostock.)
- Schaufenster (25,6 × 23,5 cm, 1925; vernichtet.)
- Straße (23,5 × 36 cm, 1926; vernichtet.)
- Bahnübergang (21,8 × 27,8 cm; 1940 zur „Verwertung“ auf dem Kunstmarkt an den Kunsthändler Bernhard A. Böhmer. Verbleib ungeklärt.)